# Hajworon
Hajworon (ukrainisch Гайворон; russisch Гайворон Gaiworon) ist eine Stadt am linken Ufer des Südlichen Bugs im Westen der ukrainischen Oblast Kirowohrad mit etwa 14.500 Einwohnern (2019). Bis Juli 2020 war sie das Verwaltungszentrum des gleichnamigen Rajons Hajworon.

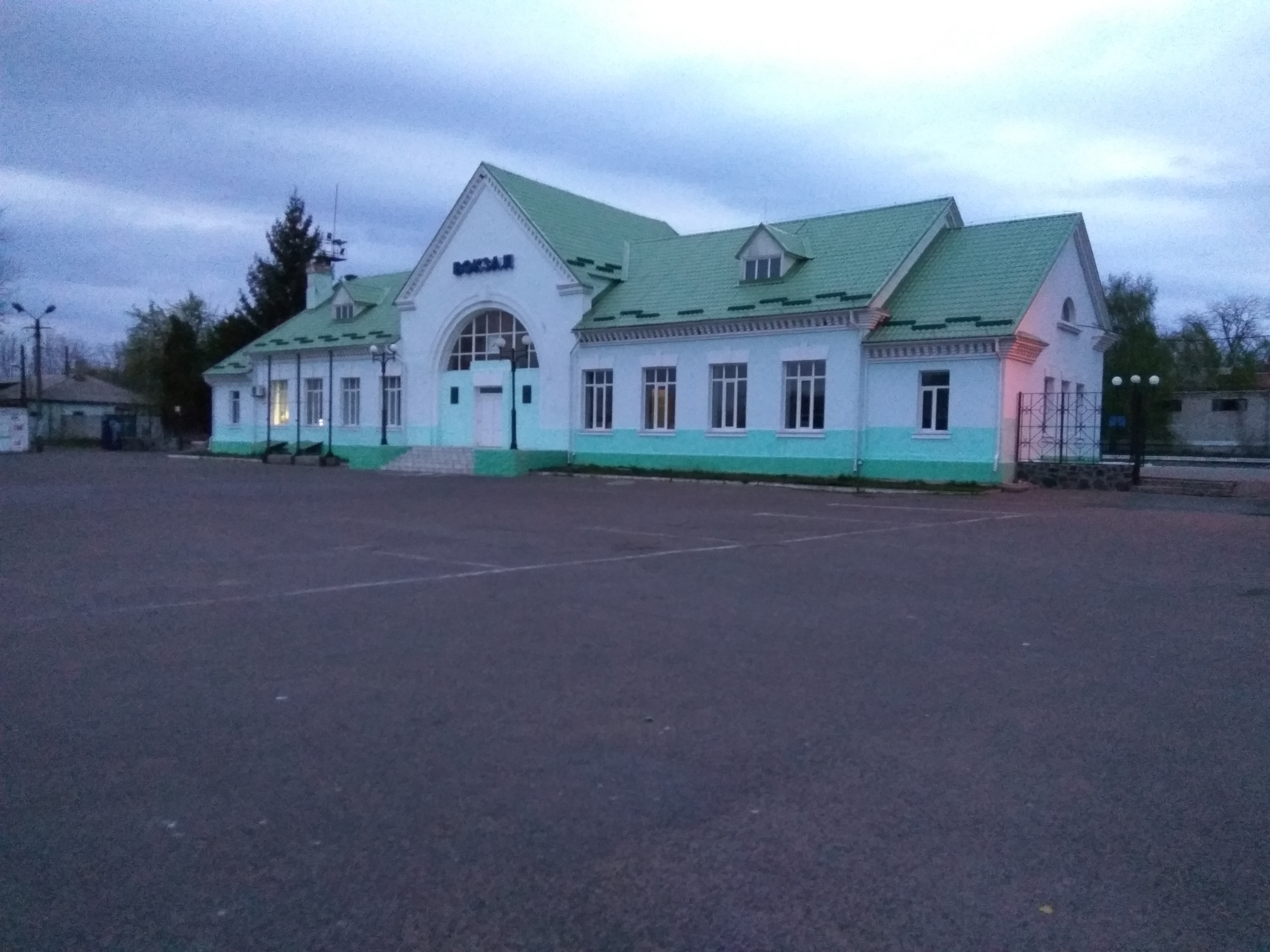
Bahnhof im Ort

Die Ortschaft wurde 1796 auf einer schon vorher bestehenden Kosakensiedlung gegründet, dessen Zentrum ursprünglich etwas nordwestlich des heutigen Stadtzentrums lag. Durch den Bau mehrerer Schmalspurstrecken ab 1899 wurde Hajworon das Zentrum des heutigen Schmalspurnetzes Hajworon, seit 1949 hat sie den Stadtstatus.
Die Stadt liegt auf einer Höhe von 155 m nahe der Grenze zur Oblast Winnyzja etwa 175 km westlich vom Oblastzentrum Kropywnyzkyj. Durch den Ort verläuft die Territorialstraße T–02–07. Viele Einwohner sind vor allem im Eisenbahnausbesserungswerk der Schmalspurbahnen beschäftigt.

## Verwaltungsgliederung
Am 12. Juni 2020 wurde die Stadt zum Zentrum der neugegründeten Stadtgemeinde Hajworon (Гайворонська міська громада/Hajworonska miska hromada). Zu dieser zählen die 16 in der untenstehenden Tabelle aufgelisteten Dörfer, bis dahin bildete sie zusammen mit dem Dorf Sadowe die gleichnamige Stadtratsgemeinde Hajworon (Гайворонська міська рада/Hajworonska miska rada) im Westen des Rajons Hajworon.
Am 17. Juli 2020 kam es im Zuge einer großen Rajonsreform zum Anschluss des Rajonsgebietes an den Rajon Holowaniwsk.
Folgende Orte sind neben dem Hauptort Hajworon Teil der Gemeinde:
| Name                             | Name                  | Name                            |
| ukrainisch transkribiert         | ukrainisch            | russisch                        |
| -------------------------------- | --------------------- | ------------------------------- |
| Bandurowe                        | Бандурове             | Бандурово (Bandurowo)           |
| Berestjahy                       | Берестяги             | Берестяги (Berestjagi)          |
| Buhowe                           | Бугове                | Буговое (Bugowoje)              |
| Chaschtschuwate                  | Хащувате              | Богданово (Bogdanowo)           |
| Dolyniwka                        | Долинівка             | Долиновка (Dolinowka)           |
| Kasawtschyn                      | Казавчин              | Казавчин (Kaswtschin)           |
| Moschtschene                     | Мощене                | Мощёное (Moschtschonoje)        |
| Perejampil                       | Переямпіль            | Переямполь (Perejampol)         |
| Pokrowske                        | Покровське            | Покровское (Pokrowskoje)        |
| Prohres                          | Прогрес               | Прогресс (Progress)             |
| Sadowe (bis 2016 Ordschonikidse) | Садове (Орджонікідзе) | Садовое (Sadowoje)/Орджоникидзе |
| Solhutowe                        | Солгутове             | Солгутово (Solgutowo)           |
| Solomija                         | Соломія               | Соломия                         |
| Topoli                           | Тополі                | Тополи                          |
| Tscherwone                       | Червоне               | Червоное (Tscherwonoje)         |
| Wiknyna                          | Вікнина               | Окнина (Oknina)                 |

## Söhne und Töchter der Ortschaft
- Igor Jakowlewitsch Krutoi (* 1954), russischer Sänger und Songschreiber
- Jana Katschur (* 1997), Sprinterin